# Преисподняя зомби
«Преисподняя зомби» (англ. Violent Shit 3 — Infantry of Doom) — германский фильм ужасов с элементами боевика 1999 года режиссёра Андреаса Шнааса. Премьера фильма состоялась 21 марта 1999 года. Хоть фильм в своём названии и содержит слово «Зомби», однако самих зомби удастся увидеть в фильме в течение около 5 минут. Фильм снят в 1997 году, но выпущен лишь в 1999. Фильм является третьей частью трилогии Violent Shit, первая часть которой вышла в 1989 году под одноимённым названием, вторая в 1992 под названием Violent Shit 2.

## Сюжет
Трое мужчин приплывают на лодке на некий остров в поисках племянника одного из них. При высадке на остров их захватывает группа людей в масках и уводят вглубь острова. Просыпаются герои уже в поселении этих людей и осознают, что они попали в руки к какой-то секте. Они наблюдают за очень жестокой сценой расправы над непокорными членами общины. Далее убивают одного из трёх героев и принуждают участвовать добычей в охоте на них. К оставшимся двоим героям присоединяется китаец — бывший член секты, изгнанный за то, что он не смог оплодотворить трупы женщин. Далее они отправляются прочь из секты-общины, убив трёх охранников и захватив их оружие — копья. Выбравшись в лес, партия встречает зомби, а также к ним присоединяется группа китайцев. Двое прибывших на остров договариваются о побеге от своих новых спутников и покидают их. Однако их вскоре убивают. Оставшиеся трое китайцев последовательно убивают зомби, встретившихся им «элитных» бойцов-ниндзя сектантов (герои называют их «чёрными демонами»), главу общины и его сына.

## В ролях
| Актёр           | Роль          |
| --------------- | ------------- |
| Андреас Шнаас   | Карл «Мясник» |
| Марк Тринкхаус  | Карл-старший  |
| Стив Аквилина   | зомби         |
| Беате Бруггманн | охранник      |
| Уве Грунтьес    | Петер         |
| Мирко Холлинг   | охранник      |
| Винни Холл      | Марк          |
| Хейко Лиш       | охранник      |